# Junior Tallo
Tallo Gadji-Celi Carmel Jr. (Magbehigouepa, 21 de dezembro de 1992) é um futebolista profissional marfinense que atua como atacante.

## Carreira
Junior Tallo representou o elenco da Seleção Marfinense de Futebol no Campeonato Africano das Nações de 2015.

## Títulos
Costa do Marfim
- Campeonato Africano das Nações: 2015